# 江小鹣
江小鹣（1894年—1939年11月7日），名新，字颖年，别署小三，江苏吴县人，中国近代雕塑家、油画家、服装设计师。

## 生平
江小鹣是是清末维新派人物江标之子。江小鹣早年毕业于苏州草桥中学，曾任上海神州女学教员。1912年留学东京美术学校学习油画。1917年毕业回国，任上海图画美术学院（后更名为上海美术专科学校）教务主任。1919年与丁悚、陈晓江等发起成立天马会。同年参与发起中华美育会。此外，他还曾加入狼虎会、文学研究会等。1921年又留学法学，在巴黎美术学院学习雕塑。1926年回上海美术专科学校任教务长。1927年与陆小曼合办云裳服装公司，并担任服装设计师。同年与张辰伯等组织艺苑油画研究会。1930年创办新华艺术专科学校雕塑系。1934年至1937年间担任《美术生活》责任编辑。他于1935年当选中国雕刻学会常务理事，1937年当选中国画会大会候补执行委员。抗日战争爆发后，他在云南省政府主席龙云邀请下携家前往昆明。1939年11月7日因病在昆明去世，终年45岁。抗战结束后，其灵柩于1946年葬于昆明西山聂耳墓旁。江小鹣曾为陈其美、黄兴、孙中山、蒋介石、李平书、谭延闿、陈嘉庚、陈师曾、袁希涛、马相伯、戈公振、龙云等民国人物塑造铜像，时人誉为“中国自造铜像第一成功者”。

## 家庭
江小鹣之父江标是清末维新派人物，光绪十五年（1889年）中二甲进士，曾任湖南学政。江小鹣的表妹张韵士是刘海粟之妻。江小鹣之妻徐之音则是丁悚的门生，她原是江友人陈晓江之妻，陈因病早逝后徐便与江结婚。徐之音之兄徐葆炎是一位剧作家，她还有一堂妹徐亦定（又名徐逸庭）曾与郭沫若有过一段感情，后与成仿吾之侄成绍宗成婚。

## 作品图册

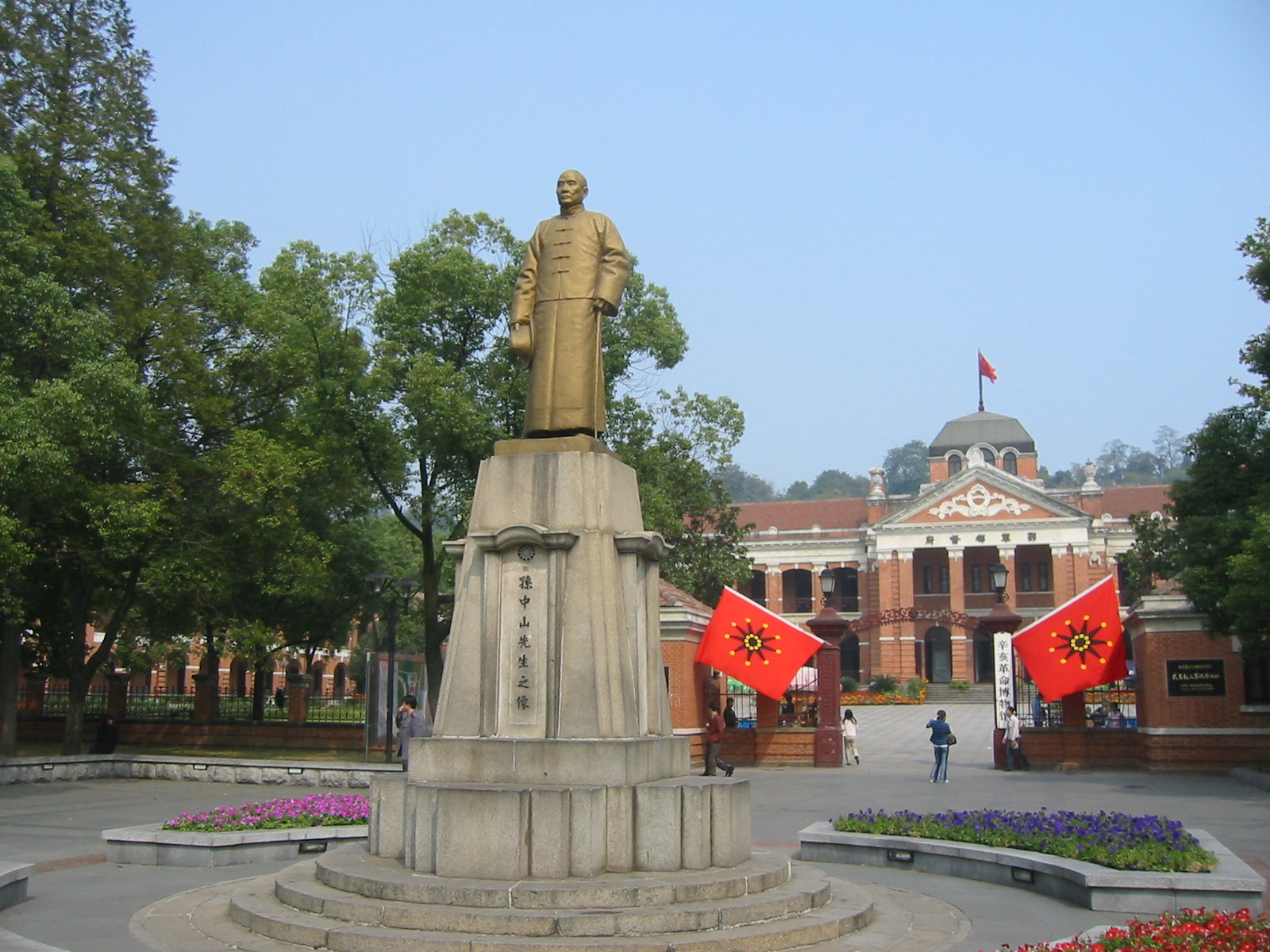
现位于武昌起义军政府旧址前的孙中山铜像是江小鹣的代表作之一。
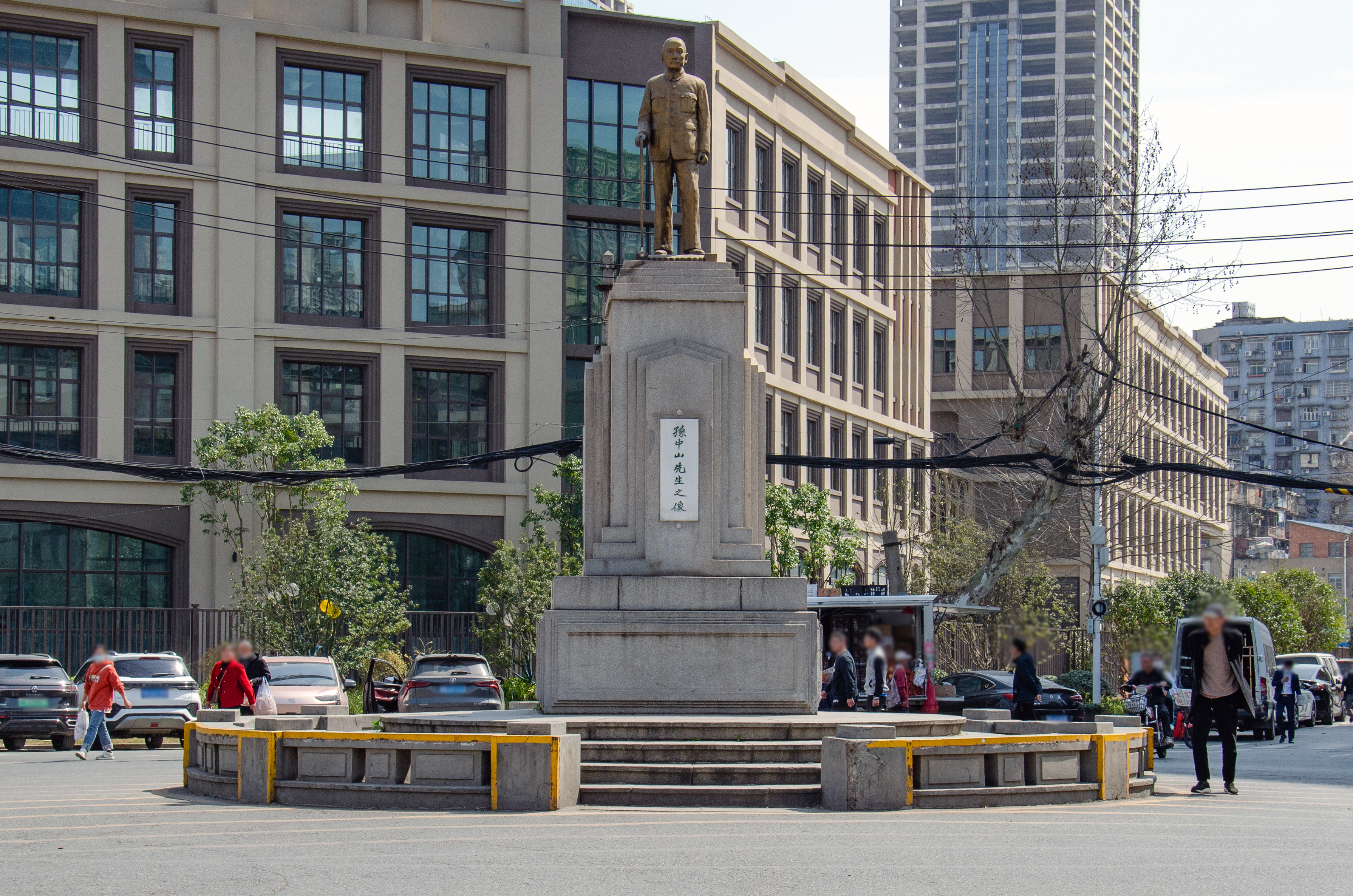
位于武汉市江汉区三民路的孙中山铜像，与前述武昌孙中山铜像同为湖北省文物保护单位。